# یواس‌اس تگزاس (اس‌اس‌ان-۷۷۵)
یواس‌اس تگزاس (اس‌اس‌ان-۷۷۵) (به انگلیسی: USS Texas (SSN-775)) یک زیردریایی است که طول آن ۱۱۴٫۹ متر (۳۷۷ فوت) می‌باشد. این زیردریایی در سال ۲۰۰۵ ساخته شد.